# Saint-Aubin-du-Cormier

Saint-Aubin-du-Cormier este o comună în departamentul Ille-et-Vilaine, Franța. În 1 ianuarie 2022 avea o populație de 4.145 de locuitori.